# 다이고 다다시게
다이고 다다시게(일본어: 醍醐忠重, 1891년 10월 15일 ~ 1947년 12월 6일)는 일본 제국의 정치인, 해군 군인이다. 최종계급은 해군 중장. 귀족원 의원. 작위는 후작. 옛 공가 출신 다이고 가(醍醐家) 제14대 당주.
아버지는 다이고 다다유키이며 보신 전쟁에서 공을 세워 종3위에 서임되었다. 하지만 가문상속분쟁으로 인해 1899년 5월 23일 도쿄부 고지마치에서 사촌 다이고 가쿠타로에게 총살당하고 이듬해 7월 4일에는 조부 다이고 다다오사마서 세상을 뜨고나니 다이고 종가의 가세는 기울게 되었고 다다시게는 다이고 가의 본가인 이치조 가에 의탁하게 된다.
후에 해군병학교를 성적으로 졸업한 후 승진하여 말년에는 해군 중장까지 오르게 된다. 2차 대전이 종전된 후 폰티아낙 현지 주민이 학살당하여 2만여명이 희생된 폰티아낙 사건의 용의자로 지목되어 네덜란드군에 의해 전범 혐의로 체포된 다다시게는 사형 판결을 받자마자 공개 총살되었다.

## 같이 보기
- 가야 쓰네노리 - 다다시게와는 고종사촌간이다.